# Alfredo Lozoya Santillán
Jorge Alfredo Lozoya Santillán más conocido como El Caballo Lozoya (Hidalgo del Parral, México; 18 de mayo de 1980) es un empresario y político mexicano, miembro del partido Movimiento Ciudadano. Actualmente es diputado federal para la LXVI Legislatura.

## Biografía
Lozoya nació en Hidalgo del Parral el 18 de mayo de 1980 siendo hijo de un trabajador minero y una maestra. Desde temprana edad se desempeñó como empresario minero en una minera de su familia.

### Carrera política
Lozoya incursionó en la política en 2016, buscando el registro como candidato independiente a la presidencia municipal de Municipio de Hidalgo del Parral para las elecciones de ese año. Finalmente, resultó ganador sobre el candidato del Partido Revolucionario Institucional, Miguel Primo Armendáriz Sonza por una ventaja de poco más de 8 mil votos, resultando así, junto con Armando Cabada Alvídrez como los primeros presidentes municipales sin partido en el estado de Chihuahua.
En 2018, Lozoya solicitó licencia a su cargo para buscar la reelección en las elecciones de ese año, resultando reelecto luego de contar con el apoyo de los partidos Movimiento Ciudadano y Acción Nacional quienes no postularon candidatos, y luego de vencer al candidato del Partido Revolucionario Institucional, José Luis Martínez Estrada por poco más de 25 mil votos de diferencia.
Para 2020, volvió a solicitar licencia a su cargo, para registrarse como el segundo candidato del partido Movimiento Ciudadano a la gubernatura de Chihuahua, para las elecciones de 2021. En la elección, Lozoya quedó en tercer lugar después de la candidata del Partido Acción Nacional y de la Revolución Democrática, María Eugenia Campos Galván y el candidato de los partidos Morena, del Trabajo y Nueva Alianza Chihuahua, Juan Carlos Loera de la Rosa, obteniendo un importante crecimiento para el partido en comparación con los resultados obtenidos en 2016.
En 2024, se le mencionó como posible candidato de Movimiento Ciudadano a senador por Chihuahua, sin embargo el partido lo registró como candidato a diputado federal por la vía de la representación proporcional, obteniendo el cargo y formando parte de la LXVI Legislatura entre 2024 y 2027.

## Controversias

### Detención en EE.UU.
El 31 de enero de 2022 fue detenido por autoridades de los Estados Unidos, luego de cruzar la frontera a la ciudad de El Paso, Texas debido a una acusación de parte de las autoridades del Condado de Doña Ana en el estado de Nuevo México debido a una acusación relacionada con la falsificación de documentos sobre la propiedad de unas avionetas, las cuales, el político presuntamente registró a nombre de un testaferro. Días más tarde, Lozoya recibió la libertad condicional luego de pagar una fianza de 200 mil dólares.

### Robo de agua
En mayo de 2024, la Fiscalía General del Estado de Chihuahua y la Junta Central de Agua realizaron un operativo en una propiedad de Lozoya, luego de que se detectara una presunta toma clandestina de agua que daba a su vivienda. Por estos hechos, las autoridades hídricas clausuraron la toma y presentaron una denuncia en la Fiscalía General del Estado en contra de Lozoya por los delitos de robo de agua y daños a la infraestructura hídrica.
Lozoya y diversos miembros y candidatos del partido Movimiento Ciudadano acusaron al gobierno del estado, presidido por María Eugenia Campos Galván y a la Junta Central de Agua y Saneamiento del estado así como a su director Mario Mata Carrasco de una persecución política en contra de Lozoya así como de su esposa, que entonces era candidata a la presidencia municipal de Hidalgo del Parral.